# Rubus acanthophyllos
Rubus acanthophyllos är en rosväxtart som beskrevs av Wilhelm Olbers Focke. Rubus acanthophyllos ingår i släktet rubusar, och familjen rosväxter. Inga underarter finns listade i Catalogue of Life.